# 96e régiment d'artillerie
Pour les articles homonymes, voir 96e régiment.
Le 96e régiment d'artillerie de montagne (96e RAM) est une unité de l'armée française ayant participé à la Seconde Guerre mondiale en 1939-1940. 

## Historique
Le 96e régiment d'artillerie de montagne est une unité de réserve créée à partir du 3 septembre 1939 par le centre mobilisateur d'artillerie no 215 à Nice et Puget-sur-Argens. Son noyau de militaires d'active est issu du 93e RAM. Le 96e RAM est constitué de trois groupes de canons de 75 M modèle 1928 (en) et est commandé par le colonel Gensollen.
Il est rattaché initialement rattaché à la 30e division d'infanterie, qui fait partie de l'armée des Alpes. Lorsque la 30e DI quitte les Alpes en octobre 1939, le régiment rejoint la 65e division d'infanterie. Le régiment installe son 1er groupe dans le massif de l'Authion, le 2e aux Granges de la Brasque (Utelle) et le 3e dans le massif du Mercantour. La division est mise à disposition du secteur fortifié des Alpes-Maritimes.
Lors de l'offensive italienne de juin 1940, le secteur de la 65e division d'infanterie alpine ne subit pas d'importants assauts italiens mais des infiltrations plus limitées. Les tirs du 96e RAM, en soutien des sections d'éclaireurs-skieurs, repoussent plusieurs de ces attaques italiennes. 
Il est dissout en juillet 1940.

## Insigne
Le régiment lui-même n'a probablement pas eu d'insigne. L'insigne du IIe groupe, fabriqué par Drago, est typique d'une unité d'artillerie de montagne et montre, sur un fond de montagne, un canon et une tête de mulet.

## Personnalité ayant servi au96eRAM
- Robert Laffont[7],[8]